# ۱۳۶۰ (میلادی)
۱۳۶۰ (میلادی) هزارو سیصد و شصتمین سال تقویم میلادی است.

## درگذشتگان
‎